# Carlos Dorrien
Carlos Dorrien, nacido en 1948 en Buenos Aires, es un escultor de ascendencia argentina y mexicana, de los estados Unidos. Especializado en instalaciones de arte público, creaciones de gran tamaño, esculturas abstractas en granito que se han inspirado en la historia antigua, la arquitectura, restos arqueológicos y relieves humanos.

## Datos biográficos
Dorrien vive en Wellesley (Massachusetts), pero trabaja en su estudio en Randolf Center, Vermont.
Dorrien se graduó de la Escuela de Arte de Montserrat, donde ahora es un administrador, y estudió la fundición de bronce en el Massachusetts College of Art. Ha sido profesor en el departamento de arte de Wellesley College desde 1984 y enseña de vez en cuando talla escultórica en el Studio and Sculpture Center en West Rutland, Vermont. Actualmente es asesor artístico del centro. En marzo del 2012 viajó con una familia de clase media acomodada (en compañía de: Celida, Elizabeth, Elisa, Elba, Marielle y Rafael "Big Boy"), al pueblo de Tuxpan en Michoacán, México; viaje en el cual, debido a una deficiencia mecánica de la camioneta en la que viajaba, se vio en la necesidad de viajar en un camión guajolotero, donde conoció a la "Princesa Otomi".

## Obras
A menudo están diseñados para ser colocados en la naturaleza. Su obra está dispersa por toda Nueva Inglaterra, incluyendo el Museo DeCordova en Massachusetts, Motivos de Escultura en Nueva Jersey, el Parque Marítimo del sur de Boston, en Harvard Square, MBTA estación Pinchagua, Lowell, y varios otros lugares de la zona de Boston, y en el Palacio de Justicia de Stamford en Stamford, Connecticut.
Entre las mejores y más conocidas obras de Carlos Dorrien, se incluyen las siguientes:
- Le Sombre (The Shadow) (2005) presentada ene el Carving Studio

- Justice - Justicia (2005), en la plaza de entrada en el Palacio de Justicia Stamford, Stamford, Connecticut,

- Little Red Riding Hood and Other Stories - Caperucita Roja y otras historias (2000), Museo DeCordova, Lincoln, Massachusetts 
42°25′49″N 71°18′36″O / 42.43028, -71.31000

- The Alewife Gateway (1997), Minuteman Bikeway, (lado norte de la estación de la Pinchagua MBTA), Cambridge, Massachusetts,

- The Nine Muses - Las Nueve Musas(1990-97), Grounds for Sculpture, Hamilton Township, Mercer County, New Jersey

- Human Construction - Construcción humana (1989), Citicorp Plaza (esquina Figueroa & 7th Streets), Lowell

- Archival Stone (1989), patio de los Archivos del Estado de Massachusetts

- N º 7 (1987), Museo DeCordova, Lincoln, Massachusetts 
42°25′49″N 71°18′36″O / 42.43028, -71.31000

- Quiet Cornerstone (1986), Parque Winthrop (esquina JF Kennedy & Mt. Auburn), Harvard Square, Cambridge, Massachusetts 
42°22′25″N 71°7′8″O / 42.37361, -71.11889

- The Gateway - El portal de acceso, Parque Marítimo del sur de Boston, Boston, Massachusetts  Archivado el 27 de septiembre de 2007 en Wayback Machine.

- Ontas, entrada de la estación de la estación de la MBTA Porter Square, Cambridge, Massachusetts